# Цунамі (фільм)
Цунамі (англ. Gale Force) — бойовик.

## Сюжет
На одному з островів, загубленому в Тихому океані, проводиться популярна телевізійна гра «Полювання за скарбами» з призовим фондом 10 мільйонів доларів. Але кількість учасників несподівано виявляється дещо більшим, ніж планували організатори. На острів насувається цунамі. Телевізійне шоу з невинної забави перетворюється на справжню війну в прямому ефірі, яка розгортається на тлі бурхливої стихії.

## У ролях
- Тріт Вільямс — Сем Ґарретт
- Сьюзен Волтерс — Сьюзан Біллінґс
- Кліфф Де Янґ — Стюарт МакМагон
- Тім Томерсон — Філіп Едвардс
- Марша Стрессмен — Кім Нельсон
- Дейв Геґер — Вітні
- Гретен Палмер — Тіна Мейсон
- Вільям Забка — Ранс
- Ерік Джеймс Віргетс — Джеффріс
- Рені Ріджелі — Джулі Коннорс
- Брюс Нозік — Джек Макрей
- Тамара Дейвіс — Мінді Рейн
- Роберт Клотворті — Білл Кессіді
- Кертіс Армстронг — Стів Чейні
- Майкл Дудікофф — Джаред
- Нікіта Аджер — Кендра Даррелл
- Біу Біллінгслі — Джон Тернер
- Джеймс Кромуелл — Роджер Гарріс
- Меттью Івен Кевено — Метт
- Марк МакКлюр — Моран
- Вільям Монро — капітан Брайант
- Марк Ваанян — пілот вертольота
- Грег Станина — хлопець на вечірці